# Jiří Jeslínek (calciatore 1962)
Jiří Jeslínek (Praga, 16 aprile 1962) è un ex calciatore cecoslovacco, di ruolo difensore.

## Carriera

### Club
Nel 1990 si trasferì tra le file dell'Hajduk Spalato esordendo il 21 ottobre nella partita di campionato vinta per 3 a 0 contro l'Osijek. Il 26 maggio 1991 nella trasferta di campionato contro lo Spartak Subotica, segnò il gol del 1 a 0 finale.
Terminò la sua unica stagione con i Bili con 28 presenze e una rete in partite ufficiali e con la vittoria della Coppa di Jugoslavia.

### Nazionale
Con la nazionale cecoslovacca disputò una sola gara amichevole, il 4 settembre 1985 scese in campo dal primo minuto di gioco nella gara vinta 3 a 1 a Brno contro la Polonia.

## Statistiche

### Cronologia presenze e reti in nazionale
| Cronologia completa delle presenze e delle reti in nazionale ― Cecoslovacchia | Cronologia completa delle presenze e delle reti in nazionale ― Cecoslovacchia | Cronologia completa delle presenze e delle reti in nazionale ― Cecoslovacchia | Cronologia completa delle presenze e delle reti in nazionale ― Cecoslovacchia | Cronologia completa delle presenze e delle reti in nazionale ― Cecoslovacchia | Cronologia completa delle presenze e delle reti in nazionale ― Cecoslovacchia | Cronologia completa delle presenze e delle reti in nazionale ― Cecoslovacchia | Cronologia completa delle presenze e delle reti in nazionale ― Cecoslovacchia |
| Data                                                                          | Città                                                                         | In casa                                                                       | Risultato                                                                     | Ospiti                                                                        | Competizione                                                                  | Reti                                                                          | Note                                                                          |
| ----------------------------------------------------------------------------- | ----------------------------------------------------------------------------- | ----------------------------------------------------------------------------- | ----------------------------------------------------------------------------- | ----------------------------------------------------------------------------- | ----------------------------------------------------------------------------- | ----------------------------------------------------------------------------- | ----------------------------------------------------------------------------- |
| 4-9-1985                                                                      | Brno                                                                          | Cecoslovacchia                                                                | 3 – 1                                                                         | Polonia                                                                       | Amichevole                                                                    | -                                                                             |                                                                               |
| Totale                                                                        |                                                                               | Presenze                                                                      | 1                                                                             |                                                                               | Reti                                                                          | 0                                                                             |                                                                               |

## Palmarès

### Club

#### Competizioni nazionali
- Coppa di Jugoslavia: 1

Hajduk Spalato: 1990-1991
- Coppa di Cecoslovacchia: 1

Sparta Praga: 1991-1992

#### Competizioni internazionali
- Coppa Piano Karl Rappan: 1

Slavia Praga: 1986